# Dietmar Kamper
Dietmar Wilhelm Theodor Kamper (5 de outubro de 1936 em Erkelenz; 28 de outubro de 2001 em Berlin) foi um pensador alemão dedicado à Antropologia Histórica, Sociologia e Filosofia, reconhecido por seus estudos sobre corpo, imagem, cultura e crítica do Ocidente. Estudou em Colônia, Tubinga e Munique (Alemanha). Em 1959, formou-se em Educação Física. Em 1963, doutorou-se em Filosofia. Em 1972 habilitou-se como professor universitário em Ciências da Educação na Universidade de Marburg, onde ensinou de 1972 a 1979. A partir de 1979, Kamper foi professor de Sociologia, com ênfase em Sociologia da Cultura na Universidade Livre de Berlim e membro-fundador do Centro de Pesquisas em Antropologia Histórica nesta mesma universidade. Publicou extensa obra sobre antropologia filosófica, socialização, história do corpo e desejo. Foi sepultado no Novo Cemitério Judeu de Berlim, no bairro de Kreuzberg, a poucos metros do túmulo do escritor E.T.A. Hoffmann.

## Trajetória acadêmica e pensamento
Dietmar Kamper inicialmente estudou as Ciências do Esporte. Suas inquietações filosóficas sobre o corpo surgem, portanto, já no período desta primeira formação, ao buscar nas aulas de filosofia de Bruno Liebrucks, na Universidade de Colônia, uma resposta para o conflito entre a corporeidade e a fenomenologia idealista hegeliana. A partir de então passa a ocupar-se exclusivamente das ciências humanas ou do espírito, as Geisteswissenschaften. Em Munique faz doutorado em filosofia sob orientação de Max Müller, com uma tese sobre Leopold Ziegler.
Interage e corresponde-se com os principais pensadores de sua época: inicialmente com Michel Foucault e Emil Cioran, continuando com Edgar Morin, Jean Baudrillard, Jean-François Lyotard, Cornelius Castoriadis, Michel Serres, Peter Sloterdijk, Hans Belting, Jacob Taubes, entre outros.
Após transferir-se, em 1979, da Universidade de Marburg para a Universidade Livre de Berlim funda, juntamente com Christoph Wulf, o Centro Interdisciplinar de Antropologia Histórica. Ali, durante duas décadas, atua como professor, pesquisador, organiza inúmeros encontros, publica e estabelece uma nova rede, que se estende até o Brasil.
Em São Paulo, Kamper encontra interlocução para temas como: o destino do corpo diante do virtual, as novas mídias, a perda do presente, o rastro, o sonho, a loucura, o tempo, o monstruoso, o humano. Visita o Brasil a partir dos anos 90, repetidas vezes. A convite do CISC - Centro Interdisciplinar de Semiótica da Cultura e da Mídia, da PUC-SP, e também de outras instituições, realiza conferências e participa, entre outros, dos eventos “Os sentidos do corpo” (1992), “O trabalho com vida” (1996) e “Imagem e violência” (2000).

## Principais obras de Dietmar Kamper
- O trabalho como vida. Org. Cleide Riva Campelo. Trad. Peter Naumann e Norval Baitello Jr. São Paulo: Annablume, 1998.
- Mudança de Horizonte: o sol novo a cada dia, nada de novo sob o sol, mas. Trad. Danielle Naves de Oliveira. São Paulo: Paulus, 2016.
- Geschichte und menschliche Natur [História e natureza humana]. Munique: Carl Hanser, 1973.
- Zur Geschichte des Körpers [Sobre a história do corpo]. Munique: Carl Hanser, 1976.
- Dekonstruktionen [Desconstruções]. Marburg: Guttandin & Hoppe, 1979.
- Zur Geschichte der Einbildungskraft [Sobre a história da força da imaginação]. Munique: Carl Hanser, 1981.
- Das gefangene Einhorn [O unicórnio aprisionado]. Munique: Carl Hanser, 1983.
- Zur Soziologie der Imagination [Sociologia da imaginação]. Munique: Carl Hanser, 1986.
- Hieroglyphen der Zeit. Texte vom Fremdwerden der Welt [Hieróglifos do tempo: textos do estranhamento do mundo]. Munique: Hansen, 1988.
- Bildstörung. Im Orbit des Imaginären [Distúrbio de imagens. Na órbita do imaginário]. Sttutgart: Cantz, 1994.
- Unmögliche Gegenwart. Zur Theorie der Phantasie [Presente impossível: sobre a teoria da fantasia]. Munique: Wilhelm Fink, 1995.
- Abgang vom Kreuz [A descida da cruz]. Munique: Wilhelm Fink, 1996.
- Im Souterrain der Bilder. Die schwarze Madonna [No subterrâneo das imagens. A madona negra]. Bodenheim: Philo, 1997.
- Von Wegen [Que nada]. Munique: Wilhelm Fink, 1998.
- Ästhetik der Abwesenheit: die Entfernung der Körper [Estética da ausência: a remoção do corpo]. Munique: Fink, 1999.
- Horizontwechsel. Die Sonne neu jeden Tag, nichts neues unter der Sonne, aber... [Mudança de horizonte]. Munique: Wilhelm Fink, 2001.
- Traumbuch. Träumen als Einbildungskraft. Org. Bernd Ternes, Annika Reich, Rudolf Heinz. [Livro de sonhos: sonhar como força imaginativa. Póstumo]. Munique: Fink, 2012.